# Ciberataques en Singapur de 2013
Los ciberataques en Singapur de 2013 fueron una serie de ataques cibernéticos iniciados por la organización hacktivista Anonymous, llevados a cabo en parte en respuesta a las regulaciones de censura en la web en Singapur. Un miembro de Anonymous, conocido por el seudónimo en línea "The Messiah", se atribuyó la responsabilidad de liderar los ataques. El 12 de noviembre de 2013, James Raj fue acusado en un tribunal de Singapur como el presunto "Mesías".

## Antecedentes
El 1 de junio de 2013, unas regulaciones de censura web redactadas por la Autoridad de Desarrollo de Medios se hicieron efectivas en Singapur. Según las nuevas reglas, "los sitios web con al menos 50,000 visitantes únicos de Singapur cada mes que publiquen al menos un artículo de noticias locales por semana durante un período de dos meses... tendrán que eliminar 'contenido prohibido' como artículos que socaven la 'armonía racial o religiosa' en un plazo de 24 horas después de ser notificados por el regulador de medios de Singapur".
En respuesta a las preocupaciones sobre las nuevas reglas, los funcionarios gubernamentales respondieron que "no afectan la libertad en internet".

## Incidentes
El 17 de octubre de 2013, los ataques comenzaron con el hackeo de la página web de la Fundación Comunitaria del Partido de Acción Popular, seguido por el sitio web oficial del Consejo Municipal de Ang Mo Kio el 28 de octubre de 2013. Los administradores del sitio bloquearon la página y se presentó una denuncia policial.
Dos días después, un presunto miembro de Anonymous subió un video de cuatro minutos a YouTube, en el que, con una máscara de Guy Fawkes, amenazó con "derribar infraestructuras clave en Singapur". También instó a los singapurenses a vestirse de rojo y negro el 5 de noviembre, así como a oscurecer sus fotos de perfil de Facebook. En el video, hizo referencia a The Messiah, a quien llamó "uno de los camaradas de [Anonymous]".
La periodista de noticias de The Straits Times, Irene Tham, publicó una crítica del video en su blog del periódico. En represalia, The Messiah vandalizó el blog, cambiando su título a "Querido ST [Straits Times]: acabas de ser hackeado por engañar a la gente". The Messiah editó el artículo para afirmar que Tham había tergiversado su discurso, "modificando convenientemente la frase 'guerra contra el gobierno de Singapur' por 'guerra contra Singapur'". También instó a Tham a disculparse en dos días o renunciar a su trabajo como resultado de sus "mentiras blasfemas".
Más tarde, en un correo electrónico a Yahoo Singapur, The Messiah dijo "nos comunicamos con nuestros camaradas de otras fracciones [sic] que, junto con nosotros, realizaron envenenamiento de DNS en los sitios .gov.sg, dejándolos fuera de servicio durante un tiempo. Pero también debe haber habido alguna corrección, ya que algunos de nuestros puntos de entrada favoritos a sus redes parecían estar arreglados".
El 3 de noviembre, el sitio web del Aeropuerto de Seletar fue hackeado. Su página web fue reemplazada por un fondo negro y verde con una imagen en el medio que parecía un cráneo con capucha. El sitio volvió a la normalidad 30 minutos después de que se notó el hackeo por primera vez.
El 5 de noviembre, las cuentas de Twitter y YouTube del artista singapurense Ridhwan Azman fueron hackeadas. Según publicaciones de la cuenta comprometida, esto fue en represalia por "insultar a la legión". Aparte de este incidente, Anonymous no llevó a cabo ninguna otra actividad importante, contrariamente a su promesa de iniciar una protesta masiva en esa fecha.
Dos días después, los hacktivistas hackearon y vandalizaron una subpágina en el sitio web del Primer Ministro de Singapur, Lee Hsien Loong, después de que Lee prometiera llevar al Mesías y a sus cómplices ante la justicia. Más tarde se descubrió que Mohammad Azhar Bin Tahir y Mohammad Asyiq Bin Tahir fueron responsables de los ataques. Además, la página web de Istana fue hackeada.
El 20 de noviembre, se informó que los sitios web de 13 escuelas, alojados en un solo servidor, fueron vandalizados entre las 3:30 p. m. y las 5:00 p. m.